# أوينه
أوينه هي صحيفة كردية مستقلة أسبوعية تصدر كل يوم ثلاثاء في السليمانية، كردستان العراق.
تعني كلمة " أوينه " باللغة الكردية " المرآة ". أسس الصحيفة أسوس أحمد هردي، رئيس التحرير السابق لصحيفة " هاولاتي" ، بعد خلافه مع مالك الصحيفة واستقالته. هردي هو مدير شركة " أوينا " ( المرآة )، التي تنشر صحيفة " أوينه ". بدأت الصحيفة بالصدور في يناير / كانون الثاني 2006. وقد اصطحب هردي معه معظم فريقه من صحيفة "هاولاتي".
في عام 2008، نُقل عن سوزان فيشر من معهد صحافة الحرب والسلام قولها إن صحيفة أوينه هي الصحيفة المستقلة الوحيدة حقًا في كردستان العراق، لأنها كانت الصحيفة الوحيدة التي شرحت نموذج عملها.

## روابط خارجية
- موقع أوينا ( كردي )